# Rasha Adly
Rasha Adly (nascida em 1976) (em árabe: رشا عدلي) é uma escritora e historiadora de arte egípcia. Ela é autora de sete romances, dois dos quais foram nomeados para o Prêmio Internacional de Ficção Árabe.

## Início da vida e educação
Adly nasceu no Cairo em 1972. Ela é bacharel em história pela Universidade Ain Shams e mestre em história da arte pela Academia de Belas Artes de Lyme.

## Carreira
Ela é professora independente de história da arte e correspondente no Cairo da revista Emirates Culture. Além disso, ela publicou vários romances e estudos acadêmicos. Ela publica principalmente em árabe.

## Obras

### Obras novelísticas ou ficcionais
- The Clamour of Silence (2010)
- Life is Not Always Rosy (2013)
- The Tattoo (2014)
- Confused Women (2014)
- The Shores of Departure (2016)
- Passion (2017)
- Girl with Braided Hair (2020)[4]
- The Last Days of the Pasha (2019)
- The Night Train to Tel Aviv (2021)[5]
- You are shining .. you lighting up (2022)[6]

### Trabalhos acadêmicos
- Cairo, the City and Memory (2012)
- Women in the History of Art (próximo lançamento)[1]

### Prêmios e reconhecimento
Passion foi indicado ao Prêmio Internacional de Ficção Árabe (IPAF) em 2018. Seu romance de 2019, Os Últimos Dias do Paxá, também foi indicado ao IPAF em 2020.
The Girl with Braided Hair  foi traduzido do árabe original para o inglês por Sarah Enany, com a versão em inglês publicada em 2022.